# بخش هارمونی (شهرستان کلارک، اوهایو)
بخش هارمونی (به انگلیسی: Harmony Township) یک منطقهٔ مسکونی در ایالات متحده آمریکا است که در شهرستان کلارک، اوهایو واقع شده‌است.
 بخش هارمونی ۱۳۲٫۰ کیلومتر مربع مساحت و ۳٬۵۷۷ نفر جمعیت دارد و ۳۳۸ متر بالاتر از سطح دریا واقع شده‌است.